# Laosaurus
Laosaurus („kamenný/zkamenělý ještěr“) byl rod menšího ptakopánvého dinosaura z kladu Neornithischia, který žil v období svrchní jury (věk kimmeridž, asi před 154 až 152 miliony let) na území dnešního státu Wyoming v USA (souvrství Morrison).

## Historie

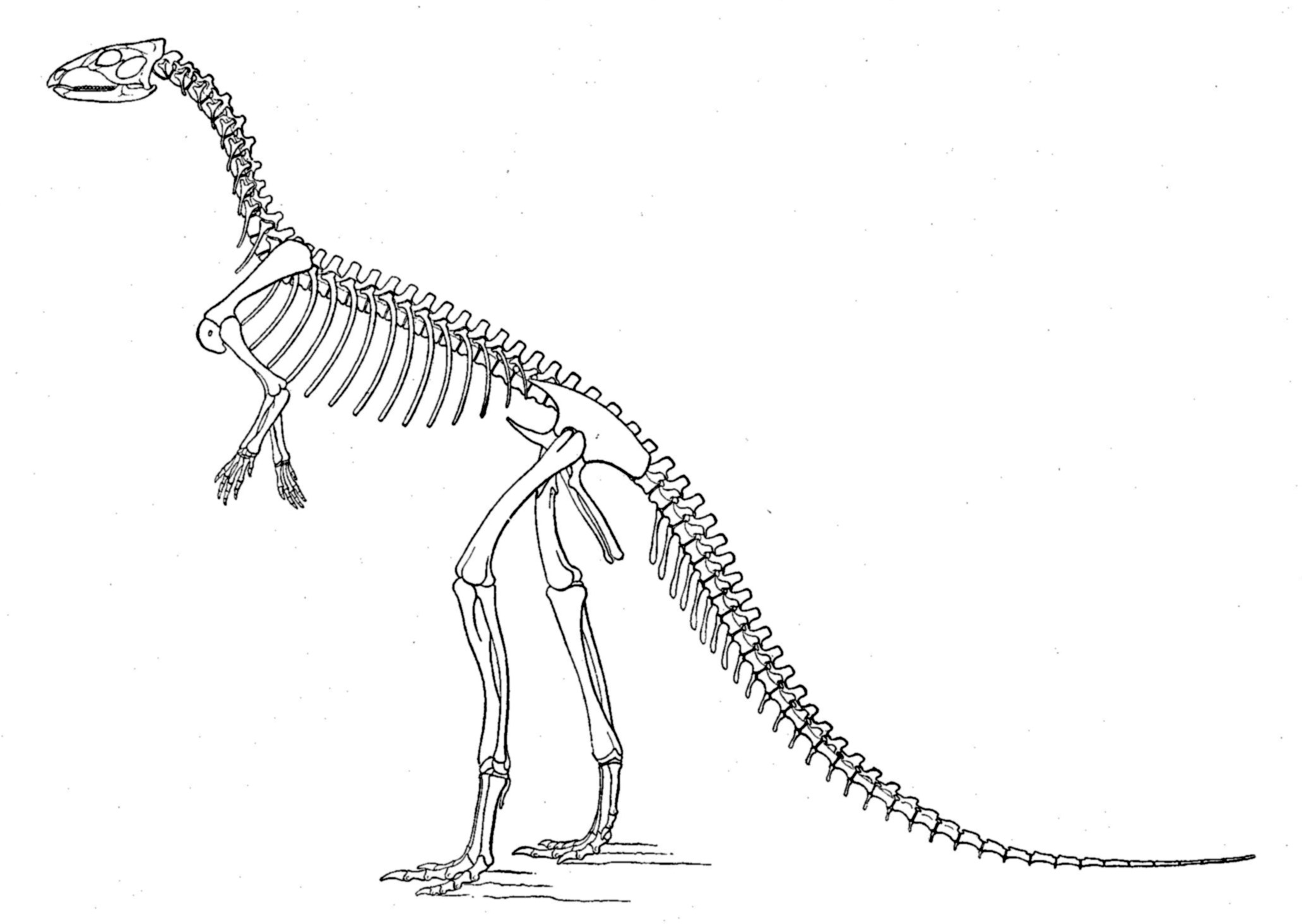
Zastaralá ilustrace druhu "Laosaurus" consors, dnes Nanosaurus consors.

Typový druh Laosaurus celer popsal americký paleontolog Othniel Charles Marsh v roce 1878 na základě fosilních obratlů (katalogové označení YPM 1874), objevených dalším paleontologem Samuelem W. Willistonem v lokalitě Como Bluff. Marsh popsal také další druh L. gracilis, který je ale pochybným taxonem (nomen dubium). Pravděpodobně neplatným taxonem je také další druh L. minimus, popsaný Charlesem W. Gilmorem v roce 1909 na základě fosilií objevených v kanadské Albertě (souvrství Allison). Dnes je tento taxon nazýván Orodromeus minimus. Některé exempláře, dříve řazené do rodu Laosaurus, jsou dnes řazeny do rodů Dryosaurus, Nanosaurus a Othnielosaurus.